# Књига о џунгли (филм из 2016)
Књига о џунгли (енгл. The Jungle Book) амерички је фантастичко-авантуристички филм из 2016. године снимљен у режији и продукцији Џона Фавроа, према сценарију који је написао Џастин Маркс и продуцкијом Walt Disney Pictures-а. Базиран је на истоименом роману Радјарда Киплинга и инспирисан је истоименим анимирани филмом Волта Дизнија из 1967. Ово је играно-CGI филм који говори о Моглију, дечаку који уз помоћ животиња креће на пут самооткривања, избегавајући опасности злосутног тигра Шир Кана. Главне улоге у филму играли су Нил Сети, Бен Кингсли, Бил Мари, Идрис Елба, Лупита Нјонго, Скарлет Џохансон, Ђанкарло Еспозито и Кристофер Вокен.
Фавро, Маркс и продуцент Бригам Тејлор развили су причу филма балансирајућу Дизнијеву анимирану верзију и Киплингов оригинални роман, уклапајући елементе из оба дела. Главно снимање започело је 2014. године, а у потпуности се одвијало у Лос Анђелесу. Филм је захтевао широку употребу рачунарски-генерисаних слика како би приказао животиње и окруђење у ком се одвија радња.
Објављен је 15. априла 2016. године у Сједињеним Америчким Државама у Disney Digital 3D, RealD 3D, IMAX 3D и D-Box формату. Филм је постао критички и комерцијално успешан, са зарадом од преко 966 милиона долара широм света, што га чини петим филмом са највећом зарадом у 2016. години. Добио је похвале због визуелних ефеката, вокалних извођења, режије, музике и сличности са оригиналним анимираним филмом. Освојио је награду за најбоље визуелне ефекте на 89. додели Оскара, 22. додели награда по избору критичара и 70. додели награде БАФТА.

## Радња
Kњига о џунгли је потпуно нова играна епска авантура о Моглију, дечаку који је одрастао са чопором вукова. Али Могли ће открити да више није добродошао у џунгли, кад му страшни тигар Шир Kан, који носи ожиљке од људи, обећа да ће елиминисати сваког ко му представља претњу. Натеран да напусти једини дом који је до тад познавао, Могли ће се упустити у задивљујуће путовање на коме ће открити самог себе, а водиће га строги пантер и ментор Багира, као и медвед слободног духа Балу. Успут ће Могли срести створења из џунгле која немају најбоље намере, укључујући Kа, питона чији ће заводљиви глас и поглед хипнотисати дечака, и шармантног краља Луија, који ће покушати да наведе Моглија да му ода тајну како да дође до смртоносног и варљивог црвеног цвета: ватре.

## Улоге
| Лик          | Глумац            |
| ------------ | ----------------- |
| Могли        | Нил Сети          |
| Багира       | Бен Кингсли       |
| Балу         | Бил Мари          |
| Шир Кан      | Идрис Елба        |
| Мајка вучица | Лупита Нјонго     |
| Ка           | Скарлет Џохансон  |
| Акела        | Ђанкарло Еспозито |
| Краљ Луи     | Кристофер Вокен   |
| Ики          | Гари Шендлинг     |